# Ryan Stanton
Ryan Stanton (né le 20 juillet 1989 à Saint-Albert en Alberta au Canada) est un joueur professionnel canadien de hockey sur glace. Il évolue au poste de défenseur.

## Biographie

### Carrière junior
Après avoir joué pour les Warriors de Moose Jaw de la Ligue de hockey de l'Ouest (LHOu) pendant 5 saisons, Stanton n'est pas repêché par une équipe de la Ligue nationale de hockey.  

### Carrière professionnelle
Il signe le 12 mars 2010 un contrat avec les Blackhawks de Chicago pour une durée de trois ans. 
Il passe chez les professionnels en jouant deux matchs à la fin de la saison 2009-2010 avec les IceHogs de Rockford qui évoluent dans la Ligue américaine de hockey. Il joue les trois saisons suivantes avec les IceHogs puis joue son premier match dans la LNH le 27 avril 2013 avec les Blackhawks contre les Blues de Saint-Louis. 
Le 30 septembre 2013, avant le début de la saison 2013-2014, il est mis au ballotage par les Blackhawks puis est réclamé par les Canucks de Vancouver. Il parvient à intégrer l'effectif des Canucks en jouant 64 parties lors de cette saison puis 54 la saison suivante. 
Le 24 juillet 2015, il signe un contrat d'un an à deux volets avec les Capitals de Washington.
Le 1er juillet 2017, Stanton signe un contrat de deux ans à deux volets avec les Oilers d'Edmonton.

## Statistiques
| Saison     | Équipe                 | Ligue      |     | Saison régulière | Saison régulière | Saison régulière | Saison régulière | Saison régulière |   | Séries éliminatoires | Séries éliminatoires | Séries éliminatoires | Séries éliminatoires | Séries éliminatoires |
| Saison     | Équipe                 | Ligue      | PJ  | B                | A                | Pts              | Pun              | PJ               | B | A                    | Pts                  | Pun                  |                      |                      |
| 2005-2006  | Warriors de Moose Jaw  | LHOu       | 2   | 0                | 0                | 0                | 2                | -                | - | -                    | -                    | -                    |                      |                      |
| 2006-2007  | Warriors de Moose Jaw  | LHOu       | 54  | 0                | 8                | 8                | 75               | -                | - | -                    | -                    | -                    |                      |                      |
| 2007-2008  | Warriors de Moose Jaw  | LHOu       | 58  | 4                | 16               | 20               | 68               | 6                | 0 | 0                    | 0                    | 2                    |                      |                      |
| 2008-2009  | Warriors de Moose Jaw  | LHOu       | 69  | 5                | 29               | 34               | 111              | -                | - | -                    | -                    | -                    |                      |                      |
| 2009-2010  | Warriors de Moose Jaw  | LHOu       | 59  | 10               | 30               | 40               | 81               | 7                | 0 | 6                    | 6                    | 4                    |                      |                      |
| 2009-2010  | IceHogs de Rockford    | LAH        | 2   | 0                | 1                | 1                | 0                | 2                | 0 | 0                    | 0                    | 0                    |                      |                      |
| 2010-2011  | IceHogs de Rockford    | LAH        | 73  | 3                | 14               | 17               | 76               | -                | - | -                    | -                    | -                    |                      |                      |
| 2011-2012  | IceHogs de Rockford    | LAH        | 76  | 3                | 14               | 17               | 130              | -                | - | -                    | -                    | -                    |                      |                      |
| 2012-2013  | IceHogs de Rockford    | LAH        | 73  | 3                | 22               | 25               | 126              | -                | - | -                    | -                    | -                    |                      |                      |
| 2012-2013  | Blackhawks de Chicago  | LNH        | 1   | 0                | 0                | 0                | 2                | -                | - | -                    | -                    | -                    |                      |                      |
| 2013-2014  | Canucks de Vancouver   | LNH        | 64  | 1                | 15               | 16               | 32               | -                | - | -                    | -                    | -                    |                      |                      |
| 2014-2015  | Canucks de Vancouver   | LNH        | 54  | 3                | 8                | 11               | 35               | -                | - | -                    | -                    | -                    |                      |                      |
| 2015-2016  | Bears de Hershey       | LAH        | 60  | 4                | 12               | 16               | 69               | 21               | 3 | 2                    | 5                    | 32                   |                      |                      |
| 2015-2016  | Capitals de Washington | LNH        | 1   | 0                | 0                | 0                | 2                | -                | - | -                    | -                    | -                    |                      |                      |
| 2016-2017  | Rampage de San Antonio | LAH        | 15  | 1                | 3                | 4                | 29               | -                | - | -                    | -                    | -                    |                      |                      |
| 2016-2017  | Monsters de Cleveland  | LAH        | 33  | 1                | 7                | 8                | 40               | -                | - | -                    | -                    | -                    |                      |                      |
| 2017-2018  | Condors de Bakersfield | LAH        | 46  | 2                | 6                | 8                | 44               | -                | - | -                    | -                    | -                    |                      |                      |
| 2018-2019  | Condors de Bakersfield | LAH        | 65  | 5                | 15               | 20               | 76               | 10               | 2 | 1                    | 3                    | 6                    |                      |                      |
| 2019-2020  | Reign d'Ontario        | LAH        | 36  | 2                | 3                | 5                | 28               | -                | - | -                    | -                    | -                    |                      |                      |
| 2020-2021  | Condors de Bakersfield | LAH        | 35  | 1                | 12               | 13               | 28               | 6                | 0 | 0                    | 0                    | 29                   |                      |                      |
| 2021-2022  | IceHogs de Rockford    | LAH        | 56  | 3                | 15               | 18               | 42               | 5                | 0 | 0                    | 0                    | 6                    |                      |                      |
| 2022-2023  | Kölner Haie            | DEL        | 34  | 2                | 6                | 8                | 18               | 4                | 0 | 0                    | 0                    | 8                    |                      |                      |
| Totaux LNH | Totaux LNH             | Totaux LNH | 120 | 4                | 23               | 27               | 71               | -                | - | -                    | -                    | -                    |                      |                      |